# Lepton meroeum
Lepton meroeum är en musselart som beskrevs av Carpenter 1864. Lepton meroeum ingår i släktet Lepton och familjen Lasaeidae. Inga underarter finns listade i Catalogue of Life.